# Pristava pri Višnji Gori
Pristava pri Višnji Gori je naselje v Občini Ivančna Gorica.